# Vicente Aleixandre
Vicente Aleixandre (født 26 april 1898 i Sevilla, død 14 december 1984 i Madrid) var en spansk poet.
Aleixandre hørte til den indflydelsesrige digtergeneration Generation 27 sammen med blandt andre Federico García Lorca, Jorge Guillén, Rafael Alberti og Luis Cernuda og var tidligt påvirket af surrealismen. Oplevelserne af krigens gru under Spanske Borgerkrig førte dog til en forandring i hans poesi med anvendelse af et enklere billedsprog.
I 1977 tildeltes han Nobelprisen i litteratur med motiveringen: "For en nyskabende digtning som belyser menneskenes vilkår i kosmos og i dagens samfund samtidig med, at den viderefører mellemkrigstidens store fornyelse af den spanske poesis traditioner".

## Poesi
- Ámbito, Málaga, 1928.
- Espadas como labios, M., Espasa-Calpe, 1932.
- La destrucción o el amor, M., Signo, 1935 (Premio Nacional de Literatura 1933).
- Pasión de la tierra, México, Fábula, 1935 (2. udvidede udgave: Madrid, Adonais, 1946).
- Sombra del Paraíso, M., Adán, 1944.
- En la muerte de Miguel Hernández, Zaragoza, Cuaderno de las Horas Situadas, 1948.
- Mundo a solas, M., Clan, 1950.
- Poemas paradisiacos, Málaga, El Arroyo de los Ángeles, 1952.
- Nacimiento último, M., Ínsula, 1953.
- Historia del corazón, M., Espasa-Calpe, 1954.
- Ciudad del Paraíso, Málaga, Dardo, 1960.
- Poesías completas, M., Aguilar, 1960.
- En un vasto dominio, M., Revista de Occidente, 1962.
- Retratos con nombre, B., Col. El Bardo, 1965.
- Obras completas, M., Aguilar, 1968 (2. udvidede udgave: 1977).
- Poemas de la consumación, B., Plaza y Janés, 1968.
- Poesía surrealista. Antología, B., Barral, 1971.
- Sonido de la guerra, Valencia, Hontanar, 1971.
- Diálogos del conocimiento, B., Plaza y Janés, 1974.
- Tres poemas seudónimos, Málaga, Col. Juan de Yepes, 1984.
- Nuevos poemas varios, B., Plaza y Janés, 1987. (udg. Alejandro Duque Amusco)
- Prosas recobradas, B., Plaza y Janés, 1987. (udg. Alejandro Duque Amusco)
- En gran noche. Últimos poemas, B., Seix Barral, 1991. (udg. Carlos Bousoño og Alejandro Duque Amusco)
- Álbum. Versos de juventud (con Dámaso Alonso y otros), B., Tusquets, 1993 (udg.  Alejandro Duque Amusco og María-Jesús Velo).
- Prosa: Los encuentros. Evocaciones y pareceres. Otros apuntes para una poética, M., Austral, 1998 (udg. Alejandro Duque Amusco)
- Poesías completas, M., Visor/Comunidad de Madrid/Ayuntamiento de Málaga, 2001 (udg. de Alejandro Duque Amusco).
- Prosas completas, M., Visor/Comunidad de Madrid/Ayuntamiento de Málaga, 2002 (udg. de Alejandro Duque Amusco).

## Priser og udmærkelser
- Nobelprisen i litteratur